# 金华镇 (贵阳市)
金华镇，是中华人民共和国贵州省貴陽市观山湖区下辖的一个乡镇级行政单位。
2012年11月15日，国务院批复同意贵州省调整贵阳市部分行政区划，设立观山湖区，将乌当区的金华镇划归观山湖区管辖。

## 行政区划
金华镇下辖以下地区：
一一三地质队社区、蒿芝塘社区、敖凡冲煤矿社区、冒沙煤矿社区、郭家冲煤矿社区、金华社区、蒿芝塘社区、何关村、金华村、金龙村、苍坡村、翁贡村、干井村、翁井村、三甫村、蒿芝村、上枧村、上甫村和下甫村。